# 武國棟 (清朝)
武國棟，晚清將領，直隸天津縣（今屬天津市）人。武狀元及第。
光緒十四年（1888年）戊子科中式第十三名武舉人。光緒十八年（1892年）經兵部簡選二等，咨歸天津鎮標效力。二十年四月任千總。光緒二十一年（1895年）中式乙未科一甲第一名武進士。賜官頭等侍衛，分入正黃旗。同年十月派在大門當差。光緒二十六年（1900年），庚子之亂，隨帝後逃往西安。次年回京。
光緒二十九年（1903年）十月送北洋將弁學堂肄業。次年十月，以特等成績畢業。光緒三十一年，奉直隸總督袁世凱咨文，留北洋效力。補江西南安營參將。